# Perlit (Gestein)

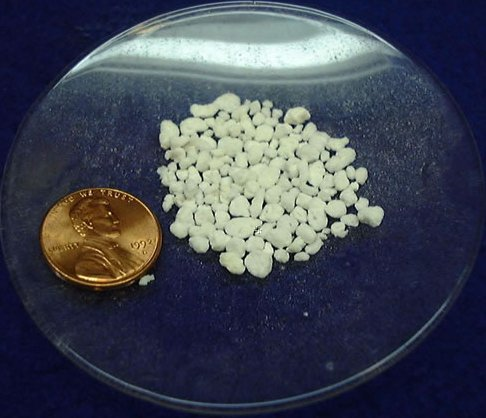
Perlit (vulkanisches Glas) mit weißem, pudrigem Aussehen (hier im aufgeblähtem Zustand).

Perlit (englisch: perlite) bezeichnet in den Geowissenschaften ein alteriertes (chemisch und physikalisch umgewandeltes) vulkanisches Glas (Obsidian) und zählt damit zu den Gesteinen. Er wird zu vielen Zwecken, etwa im Baugewerbe, als Rohstoff eingesetzt.

## Natürliches Vorkommen und Abbau
Der harte Obsidian wird im Verlaufe der Umwandlung durch kleine Risse in etwa erbsengroße Glaskügelchen oder -scherben zerlegt und zeigt dann die typische perlitische Struktur. Durch Zutritt von Wasser entlang der Risse setzt eine Entglasung ein, dabei bilden sich aus dem amorphen Glas mikroskopisch kleine Kristalle von Quarz, Cristobalit und Feldspat. Im fortgeschrittenen Stadium der Umwandlung entsteht ein Lockergestein von bläulichgrüner, bräunlicher oder grauer Farbe.
2020 wurden weltweit 4,2 Millionen Tonnen Perlit abgebaut. Größte Abbauländer waren China gefolgt von der Türkei, Griechenland (auf der Insel Milos) und den USA, welche zusammen 92 % der globalen Abbaumengen stellten. Einen Überblick gibt die folgende Tabelle:
| Land                | Abbaumenge in t | Abbaumenge in t | Abbaumenge in t | Abbaumenge in t |        |
| Land                | 2000            | 2010            | 2019            | 2020            |        |
| ------------------- | --------------- | --------------- | --------------- | --------------- | ------ |
| Land                | Argentinien     | 0               | 0               | 19.000          | 18.000 |
| Land                | Armenien        | 0               | 0               | 0               | 50.000 |
| Volksrepublik China | 0               | 0               | 1.300.000       | 1.500.000       |        |
| Griechenland        | 500.000         | 500.000         | 719.000         | 710.000         |        |
| Iran                | 0               | 0               | 72.000          | 72.000          |        |
| Italien             | 0               | 60.000          | 0               | 0               |        |
| Japan               | 250.000         | 210.000         | 0               | 0               |        |
| Mexiko              | 0               | 50.000          | 20.000          | 20.000          |        |
| Neuseeland          | 0               | 0               | 17.000          | 18.000          |        |
| Slowakei            | 0               | 0               | 40.000          | 32.000          |        |
| Türkei              | 130.000         | 230.000         | 650.000         | 1.200.000       |        |
| Ungarn              | 250.000         | 65.000          | 71.000          | 80.000          |        |
| Vereinigte Staaten  | 672.000         | 414.000         | 526.000         | 493.000         |        |
| Andere Länder       | 210.000         | 140.000         | 29.000          | 30.000          |        |
| Summe               | 2.010.000       | 1.670.000       | 3.460.000       | 4.220.000       |        |

## Eigenschaften und Verwendung
Perlit enthält 2 bis 5 Massenprozent Kristallwasser und hat eine Dichte von etwa 900 bis 1.000 kg/m³ (Schüttdichte des Rohperlits). Durch Glühen auf ca. 800 °C bis 1.000 °C bläht sich Perlit auf das fünfzehn- bis zwanzigfache seines Ursprungsvolumens auf und hat dann eine Schüttdichte von 50 bis 100 kg/m³ und eine Wärmeleitfähigkeit von λ = 0,040 bis 0,070 W/(m K). Für Spezialanwendungen kann Blähperlit mit Fettsäuren und Seifen, Silikonöl, Paraffin, Latex, Bitumen, Kunstharzen oder Naturharzen wasserabweisend (hydrophobisiert) oder klebrig behandelt werden. Möglichst geschlossenporig hergestelltes Blähperlit ist ebenfalls unempfindlich gegen Durchfeuchtung.
Blähperlit mit bis zu ca. 6 mm Durchmesser wird unbehandelt zur Wärmedämmung als Schüttung im Wohnungsbau hauptsächlich in Decken bzw. Fußböden und, in wasserabweisender Form, als Kerndämmung verwendet. Als Isoliermaterial verwendet man Blähperlit ebenfalls in der Kältetechnik. Ein Beispiel hierfür ist die Füllung von Kältekammern bei Luftzerlegungsanlagen oder zur Tankisolierung in Flüssiggastankern. Als mineralischer Baustoff dient Blähperlit dem Brandschutz und kann zu mineralischen Dämmplatten sowie als Füll- und Zuschlagstoff zur Herstellung von Putzen und Trockenmörtel verwendet werden.
Staubförmiges Blähperlit dient als Zuschlagstoff für Farben und Lacke. In der Kosmetik wird Blähperlit in Deodorants, als Ersatz für Mikroplastik in Peelings oder in Spezialzahnpasten zur Entfernung von Ablagerungen und Verfärbungen verwendet. Blähperlit wird als Filterhilfsmittel verwendet, z. B. in der Getränkeherstellung. Blähperlit wird als Bindemittel für ausgelaufenes Öl verwendet und wasserabweisend behandeltes Blähperlit kann, in Stoffschläuche abgefüllt, auf Gewässern ausgetretenes Öl binden.
Im Gartenbau dient Blähperlit als steriles Aussaatsubstrat oder als Zusatzstoff für Blumenerde, der vor zu starker Verdichtung schützt und damit die Luftdurchlässigkeit verbessert. Bei der Stahlherstellung dient ungeblähtes Perlit als Schlackebinder.